# Тихий, Алексей Иванович
Алексей Иванович Тихий (укр. Олекса (Олексій) Іванович Тихий; 27 января 1927 — 6 мая 1984) — украинский правозащитник, член-основатель Украинской общественной группы содействия выполнению Хельсинкских соглашений (украинская Хельсинкская группа).

## Биография
Родился на хуторе Ижевка возле города Дружковки в Донецкой области.
Окончил Московский государственный университет. Работал преподавателем в школах Донецкой области.
В феврале 1957 года был арестован и в апреле того же года осуждён за «антисоветскую деятельность» на 7 лет лишения свободы и 5 лет лишения гражданских прав. Поводом для осуждения послужили письмо в Верховный Совет УССР и статья в газету, в которых Тихий осуждал введение советских войск в Венгрию и критиковал советскую избирательную систему.
Выйдя на свободу в 1964 году, Олекса Тихий работал кочегаром, дефектоскопистом и пожарным. Преподавательская работа по специальности (история, обществоведение, равно как математики, физики, астрономии и английского языка, которые он вёл в школе рабочей молодежи) ему была запрещена.
В сентябре 1976 года вместе с десятью членами-основателями подписал Меморандум Украинской Хельсинкской группы, которая выступила в защиту прав человека на Украине.
В январе 1977 года был вновь арестован и 1 июля того же года решением суда, который проходил в Дружковке («процесс по делу Руденко-Тихого»), осужден по статье 62 УК УССР («антисоветская агитация и пропаганда») на максимальный срок — 10 лет лишения свободы и 5 лет ссылки с отбыванием наказания в колонии особого режима. Суд признал Тихого «особенно опасным рецидивистом». В защиту Тихого выступили Петр Григоренко, Андрей Сахаров, Левко Лукьяненко, Александр Подрабинек и другие.
Наказание отбывал в лагерях Мордовии и Пермской области. Принимал активное участие в правозащитных действиях заключённых. Умер в тюремной больнице 6 мая 1984 года.
19 ноября 1989 года его прах перезахоронен на Байковом кладбище в Киеве рядом с прахом Василя Стуса и Юрия Литвина.

## Награды и премии
- Орден «За мужество» I степени (8 ноября 2006 года, посмертно) — за гражданское мужество, самоотверженность в борьбе за утверждение идеалов свободы и демократии и по случаю 30-й годовщины создание украинской общественной группы содействия выполнению Хельсинкских соглашений[2].

## Память
В 2008 году по результатам городского конкурса «10 знаменитых дружковчан», проводимого городскими газетами «Наша Дружковка» и «Дружковка на ладонях» Олекса Тихий был признан самым известным дружковчанином.
В ноябре 2019 года улица Выборгская в Киеве переименована в честь Алексея Тихого.